# David Binney

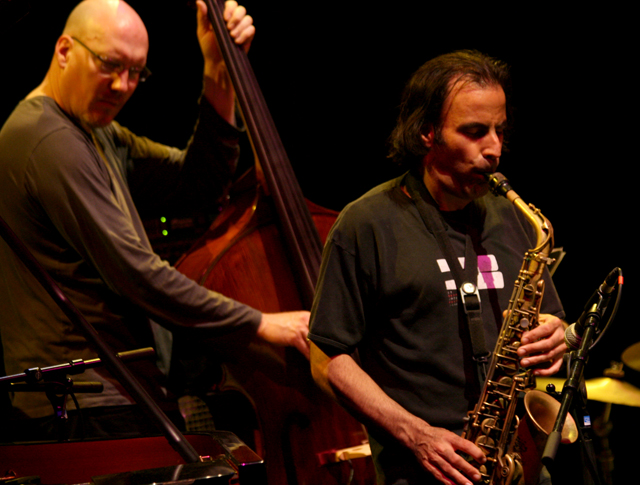
Dave Binney mit dem Bassisten Scott Colley (2008)

David „Dave“ Binney (* 2. August 1961 in Miami, Florida) ist ein US-amerikanischer Jazz-Altsaxophonist und Komponist.

## Leben und Wirken
Binney wuchs in Südkalifornien, in Ventura nahe Santa Barbara, auf. Ersten Unterricht hatte er bei Don Raffel in Sherman Oaks. 1980 ging er nach New York City, wo er bei Phil Woods, Dave Liebman und George Coleman studierte. Ausgestattet mit einem Stipendium des National Endowment for the Arts nahm er 1989 mit Marvin Smitty Smith, Edward Simon, Adam Rogers und Lonnie Plaxico sein erstes Album Point Game auf. Er arbeitete dann als Begleitmusiker für Aretha Franklin und Maceo Parker sowie kurz mit der M-Base-Initiative. Binney war Gründungsmitglied der Bands Lost Tribe und Lan Xang; außerdem wirkte er u. a. bei Uri Caines Mahler Projekt und Drew Gress’ Jagged Sky mit und arbeitete mit Chris Potter, Donny McCaslin, Maria Schneider, Gil Evans und dem Trio Medeski, Martin & Wood.
Es folgten eine Reihe von Plattenveröffentlichungen unter eigenem Namen auf den Labels ACT, Criss Cross, Red, Posi-Tone und seinem eigenen Label Mythology. Auf Einladung des Gitarristen Pedro Martins spielte er 2017 beim SWR New Jazz Meeting.

## Diskographische Hinweise
- Point Game (Audioquest, 1989)
- Luxury of Guessing (Audioquest, 1995) mit Jeff Hirshfield, Scott Colley, Uri Caine, Ben Monder, Donny McCaslin
- Free to dream (Mythology, 1998) mit Jeff Hirshfield, Edward Simon, Kenny Wollesen, Scott Colley, Adam Rogers, Donny McCaslin
- South (ACT, 2001) mit Chris Potter, Uri Caine, Brian Blade, Scott Colley, Adam Rogers, Jim Black
- Balance (ACT, 2002) mit Wayne Krantz, Uri Caine, Tim Lefebvre, Fima Ephron, Donny McCaslin, Jim Black
- Bastion of Sanity (Criss Cross, 2005) mit Chris Potter
- Glimpse of the Eternal (2022)
- Tomorrow’s Journey (Ghost Note Records, 2022)